# John J. Parker

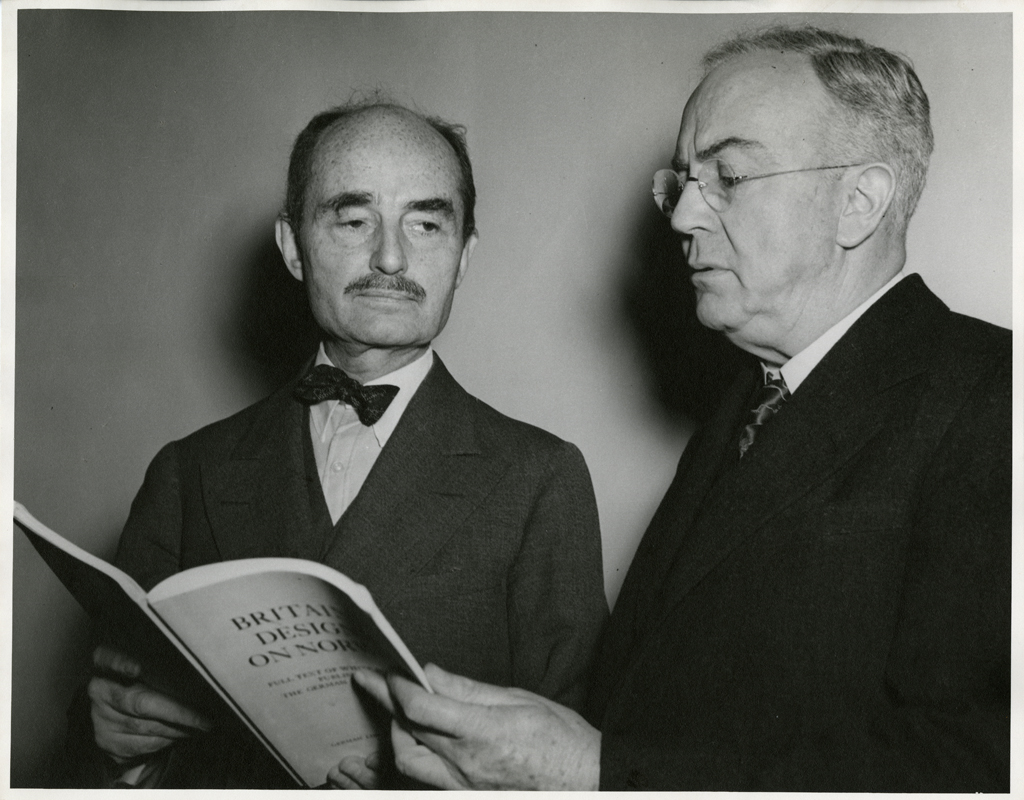
John J. Parker (rechts) met Francis Biddle

John Johnston Parker (Monroe (North Carolina), 20 november 1885 – Washington D.C., 17 maart 1958) was een Amerikaanse rechter.
Parker voltooide zijn rechtenstudie aan de universiteit van North Carolina en werkte daarna een aantal jaren als advocaat. Hij heeft drie keer geprobeerd om in de politiek te komen namens de Republikeinen. 
Na de Tweede Wereldoorlog werd hij benoemd tot plaatsvervangend rechter voor Francis Biddle namens de Verenigde Staten bij de Processen van Neurenberg.
John Johnston Parker overleed in 1958 op 72-jarige leeftijd en was tot zijn dood lid van de Court of Appeals (Hof van Beroep in de Verenigde Staten).